# Coolio.com
Coolio.com is het vierde muziekalbum van de West Coast-rapper Coolio. Het album werd exclusief in Japan uitgegeven op 18 april 2001, door JVC Victor. De meeste nummers kwamen te staan op het volgende studioalbum El Cool Magnifico, dat ook in de Verenigde Staten uitgegeven werd.

## Nummers
1. "I Like Girls" samen met Ms Toi - 4:57
2. "Yo-Ho-Ho" - 3:48
3. "Gangbangers" samen met Daz Dillinger, Spade - 3:42
4. "Show Me Love" - 4:04
5. "The Hustler" samen met Kenny Rogers - 3:33
6. "Right Now" - 4:01
7. "The Partay" - 3:36
8. "Dead Man Walking" - 3:22
9. "Life" - 3:23
10. "Would You Still Be Mine" - 3:47
11. "Skirrrrrrrt" - 4:12
12. "Neighborhood Square Dance" - 3:40
13. "These Are The Days" - 4:07
14. "Somebody's Gotta Die" samen met Krayzie Bone - 4:58

It Takes a Thief · Gangsta's Paradise · My Soul · Coolio.com · El Cool Magnifico · The Return of the Gangsta · Steal Hear · Fantastic Voyage: The Greatest Hits